# Paul Ourselin
Paul Ourselin (Saint-Pierre-sur-Dives, 13 d'abril de 1994), és un ciclista francès, membre de l'equip Team TotalEnergies.

## Palmarès
- 2015
  - 1r al Circuit du Mené
- 2016
  -  Campió de França en ruta sub-23
  - 1r a la París-Mantes-en-Yvelines
  - 1r al Circuit de la vall del Loira
  - 1r a la Nantes-Segré
  - 1r al Tour d'Eure-et-Loir
  - 1r al Tour de la Dordogne
  - 1r al Gran Premi Lorient Agglomération

### Resultats al Tour de França
- 2019. 95è de la classificació general

### Resultats a la Volta a Espanya
- 2020. 79è de la classificació general
- 2023. 26è de la classificació general